# Jezioro limanowe
Jezioro limanowe, martwy liman – rodzaj jeziora przybrzeżnego, które kiedyś było limanem i zostało odcięte od morza piaszczystą barierą (mierzeją).
Spotykane nad Morzem Czarnym i Azowskim.